# Тригидроксостаннат(II) натрия
Тригидроксостаннат(II) натрия — неорганическое соединение,
комплексный гидроксид натрия и олова
с формулой Na[Sn(OH)3],
бесцветные кристаллы.

## Получение
- Реакция гидроксидов олова и натрия:

{\displaystyle {\mathsf {NaOH+Sn(OH)_{2}\ {\xrightarrow {50-60^{o}C}}\ Na[Sn(OH)_{3}]}}}

## Физические свойства
Тригидроксостаннат(II) натрия образует бесцветные кристаллы
ромбической сингонии,
пространственная группа P 212121,
параметры ячейки a = 1,445 нм, b = 1,679 нм, c = 0,589 нм, .
Соединение нестабильное, быстро разлагается и темнеет.